# Piotr Ignatenko
Piotr Vasílievitx Ignatenko (en rus Пётр Васильевич Игнатенко; Omsk, 27 de setembre de 1987) és un ciclista rus, professional des del 2009 fins al 2015.
En el seu palmarès professional destaca la general del Giro de la Vall d'Aosta del 2010 i dues classificacions secundàries del Tour de Romandia de 2012.
El juny de 2015 va donar positiu en hormones de creixement. Va ser suspès i posteriorment apartat de l'equip. El febrer de 2016 l'UCI el va per tres anys i nou mesos, fins al 7 de març de 2019.

## Palmarès
- 2010
  - 1r al Giro de la Vall d'Aosta i vencedor d'una etapa
  - Vencedor d'una etapa de la Volta a Bulgària
- 2012
  - Vencedor de la classificació de la muntanya i dels esprints del Tour de Romandia

### Resultats al Giro d'Itàlia
- 2013. 40è de la classificació general